# Ruslan Aliyev
Pour les articles homonymes, voir Aliyev.
Ruslan Aliyev, né le 7 août 2003, est un coureur cycliste kazakhstanais. Il évolue au sein de l'équipe Almaty Astana Motors.

## Biographie
En 2021, Ruslan Aliyev termine deuxième du contre-la-montre et troisième de la course en ligne aux championnats du Kazakhstan juniors (moins de 19 ans). Il intègre ensuite l'équipe continentale Vino SKO en 2022. 
Pour l'année 2023, il s'engage avec la formation Almaty Astana Motors. Durant cette saison, il se distingue en devenant champion d'Asie sur route espoirs (moins de 23 ans).

## Palmarès et résultats

### Palmarès par année
- 2021
  - 2e du championnat du Kazakhstan du contre-la-montre juniors
  - 3e du championnat du Kazakhstan sur route juniors
- 2023
  -  Champion d'Asie sur route espoirs
- 2024
  - 3e du Grand Prix Antalya

### Classements mondiaux
| Année                                 | 2022  | 2023 | 2024  |
| ------------------------------------- | ----- | ---- | ----- |
| Classement mondial                    | 2511e | 470e | 1061e |
| UCI Asia Tour                         | 282e  | 26e  | 64e   |
|                                       |       |      |       |
| Légende : nc = non classéSource : UCI |       |      |       |